# Audioslave
Audioslave va ser un grup de rock alternatiu i hard rock format a Los Angeles l'any 2001 per l'ex vocalista de Soundgarden i Temple Of The Dog Chris Cornell i la secció instrumental de Rage Against the Machine: Tom Morello (guitarra), Tim Commerford (baix) i Brad Wilk (bateria). La crítica va descriure el so d'Audioslave com una barreja de Soundgarden i Rage Against the Machine, però després del disc Out of Exile es va notar un estil diferent al d'aquestes dues bandes. El so típic de la banda es va gestar en fusionar el hard rock dels '70 i el grunge dels '90, tot plegat unit a la peculiar tècnica de guitarra de Morello. Com a l'època de RATM, mai no es van utilitzar samples en els enregistraments dels seus discs: solament es va utilitzar el so de la guitarra, veus, baix i bateria.
Després d'editar tres àlbums amb gran èxit, ser tres vegades nominats als premis Grammy, vendre més de vuit milions de discs, i ser la primera banda dels Estats Units en actuar a Cuba a l'aire lliure, Cornell va anunciar el 15 de febrer de 2007 que abandonava el grup " degut a conflictes personals impossibles de resoldre i a diferències musicals", fent oficial la ruptura d'Audioslave.

## Història

### Formació (2000-2001)
La primera data clau de la història d'Audioslave es remunta cap al 18 d'octubre de 2000, quan el vocalista Zack de la Rocha va anunciar que abandonava Rage Against the Machine, el que va ocasionar la ruptura de la Banda. Tanmateix, els tres membres restants van decidir de romandre units i van anunciar plans per continuar amb un nou vocalista. Van provar amb diversos candidats, incloent B-Real de Cypress Hill, però es van convèncer que no volien ningú que sonés com Zack de la Rocha. El productor i amic del trio, Rick Rubin, va proposar a Chris Cornell, antic vocalista de Soundgarden, i els va recomanar anar a una teràpia de grup amb Phil Towle, qui treballaria posteriorment amb Metallica. Rubin estava segur que amb el vocalista correcte RATM podia convertir-se en una banda millor, una cosa semblant al que va passar quan els Yardbirds es van convertir en Led Zeppelin. Commerford declararia posteriorment que Rubin va ser el responsable d'ajuntar als membres d'Audioslave, denominant-lo com "l'àngel a la cruïlla, perquè si no hagués estat per ell, jo no estaria avui aquí".
La confiança entre Cornell i el trio es va manifestar immediatament, com Morello va descriure: "Ell es posava davant del micròfon i cantava la cançó, i jo no podia creure-ho. No només sonava bé. No sonava genial. Estava fora del normal. I... quan hi ha una química irreemplaçable des del primer moment, no pots negar-ho". El nou grup va escriure 21 cançons en els 19 dies d'assaigs, i va començar a treballar en l'estudi al maig de 2001 amb Rubin com a productor, mentre se solucionaven els assumptes amb la discogràfica i la representació.

#### Nom
El nom original de la banda era Civilian, però va ser rebutjat quan el quartet es va adonar que ja hi havia una banda amb aquest nom. Malgrat tot, Morello va desmentir aquesta història contradient a Cornell i a Commerford, i va comentar que Civilian només era un rumor que circulava per la xarxa: "La banda només va tenir un nom, i aquest és Audioslave". Morello va descriure així l'origen del nom Audioslave: "Això va ser un suggeriment de Chris que se l'hi va acudir en una visió. Una nit va dir: 'Ho tinc, és Audioslave', i tots nosaltres vàrem dir 'sí, fantàstic'...
després que el nom fos anunciat, es va descobrir que ja estava sent usat per una banda no professional de Liverpool. Ambdues bandes van arribar a un acord, i Audioslave (EUA) va pagar una suma de 30.000 dòlars al grup anglès perquè ambdues bandes poguessin usar el nom, atès que va ser la banda anglesa qui l'havia registrat primer.

### Audioslave(2002-2003)
El 19 de març de 2002 es va confirmar la participació d'Audioslave a la setena edició de l'Ozzfest, encara que en aquell moment la banda no tenia nom ni data per a la publicació de l'àlbum debut. Sota el nom de "Civilian" (o "The Civilian Project") es van penjar tretze demos a diversos programes p2p al maig de 2002. Segons Morello, la banda estava frustrada perquè en molts casos aquestes demos no estaven finalitzades i "ni tan sols eren les mateixes lletres, els mateixos solos o interpretacions de cap classe".
Pocs dies més tard, diversos mitjans de comunicació van informar de la separació d'Audioslave, abans d'haver donat cap concert oficial. El representant de Cornell va afirmar que el vocalista havia abandonat la disciplina del grup sense raó aparent. Els rumors inicials deien que a Cornell no li va agradar que hi hagués dos representants embolicats en el projecte (Jim Guerniot representava Cornell i Peter Mensch a RATM). Segons la banda, tanmateix, els conflictes personals no van ser la causa de la ruptura, sinó a causa de les discussions entre els seus representants. Una vegada acabat el procés de mesclat de l'àlbum, després d'unes sis setmanes, el grup es va reunir i va acomiadar els seus mànagers i a les seves companyies, contractant una altra anomenada The Firm. Les companyies discogràfiques involucrades, Epic i Interscope, van arreglar les seves diferències i van acceptarn fer torns en la publicació dels àlbums de la formació.
A començaments de setembre, la banda va anunciar el seu nom oficial i va obrir la seua pàgina web oficial. El primer senzill, "Cochise", va ser publicat en internet a la fi d'aquest mateix mes, i va ser enviat a les ràdios a l'octubre. La crítica va lloar el treball vocal de Cornell, oposat a l'estil de Zack de la Rocha, i va trobar una marcada similitud entre Paul Weller i els sons que els van servir d'inspiració. El director de cinema Mark Romanek va filmar el vídeo musical de "Cochise", que mostra a la banda tocant al terrat d'un edifici en construcció envoltat d'un joc de focs artificials. Les explosions pirotècniques van fer pensar als residents propers de l'existència d'un atac terrorista.

## Discografia
| Llançament           | Títol        | Discogràfica |
| -------------------- | ------------ | ------------ |
| 19 de novembre, 2002 | Audioslave   | Epic         |
| 24 de maig, 2005     | Out of Exile | Interscope   |
| 5 de setembre, 2006  | Revelations  | Epic         |